# Cheiracanthium bifurcatum
Espèce
Cheiracanthium bifurcatum est une espèce d'araignées aranéomorphes de la famille des Cheiracanthiidae.

## Distribution
Cette espèce est endémique du Xinjiang en Chine,. Elle se rencontre vers Aksou.

## Description
Le mâle holotype mesure 7,58 mm et la femelle paratype 8,04 mm.

## Systématique et taxinomie
Cette espèce a été décrite par Li et Zhang en 2024.

## Publication originale
- Li et Zhang, « Two new species of the genus Cheiracanthium C. L. Koch, 1839 (Araneae, Cheiracanthiidae) from China », ZooKeys, vol. 1200,‎ 2024, p. 145-157 (lire en ligne)